# Émile Mailhiot
Émile Mailhiot est un acteur québécois spécialisé dans le doublage. Il est notamment la voix québécoise de Harry Potter (incarné par Daniel Radcliffe) dans les huit films. Il s'est fait remarquer particulièrement dans Ramdam, une émission jeunesse à Télé-Québec où il a interprété le rôle de Guillaume Lavoie-Fréchette. Plus jeune, on a pu l'apercevoir dans le rôle de Lancelot dans la série jeunesse Macaroni tout garni. Il a aussi incarné le personnage d'Olivier Brabant dans la série québécoise Yamaska.

## Filmographie

### Télévision
- 1998 : Macaroni tout garni : Lancelot
- 2000 : Quadra : Jocelyn Michaud
- 2000-2002 : Tag : Thierry Brosseau
- 2000-2004 : Le Monde de Charlotte : Éric Ducharme-Langevin
- 2001-2008 : Ramdam : Guillaume Lavoie-Fréchette
- 2002-2004 : Lance et compte : Pierre-Marc Lambert
- 2004-2006 : Un monde à part : Éric Ducharme-Langevin
- 2007-2014 : Destinées : Martin Miljours
- 2009-2016 : Yamaska : Olivier Brabant
- 2013 : Toute la vérité : Olivier Brabant
- 2013 : Unité 9 : agent du palais de justice
- 2016 : District 31 : policier
- 2017 : L'Heure bleue : Max Harvey

### Cinéma
- 2009 : J'ai tué ma mère de Xavier Dolan : élève qui fait l'exposé verbal #1
- 2021 : Sam de Yan England : Louis

## Doublage
- Daniel Radcliffe dans : 
  - Harry Potter à l'école des Sorciers (2001) : Harry Potter
  - Harry Potter et la Chambre des Secrets (2002) : Harry Potter
  - Harry Potter et le Prisonnier d'Azkaban (2004) : Harry Potter
  - Harry Potter et la Coupe de Feu (2005) : Harry Potter
  - Harry Potter et l'Ordre du Phénix (2007) : Harry Potter
  - December Boys (2007) : Maps
  - Harry Potter le Prince de Sang-Mêlé (2009) : Harry Potter
  - Harry Potter et les Reliques de la Mort: Première partie (2010) : Harry Potter
  - Harry Potter et les Reliques de la Mort: Deuxième partie (2011) : Harry Potter
  - La Dame en Noir (2012) : Arthur Kipps
  - Horns (2014) :  Ignatius Martin Perrish
- 2003 : Peter Pan : Peter Pan (Jeremy Sumpter)
- 2009 : Les Zintrus : Tom Pearson (Carter Jenkins)
- 1999 : T'choupi et Doudou : T'choupi
- 2001 : Les oursons du square Théodore : Henry
- 2010 : Trois et moi : Raffi Rodriguez

 Source et légende : version québécoise (VQ) sur Doublage.qc.ca